# Endocirugía
La endocirugía es una variante terapéutica utilizada sobre todo en medicina, aunque también en veterinaria, que consiste en realizar intervenciones quirúrgicas utilizando como vías de abordaje un orificio natural o unas pequeñas incisiones en la pared de cavidades anatómicas (cráneo, cuello, tórax, abdomen, fosa renal, etc.) por las que se introduce unos trocares y a través de ellos una cámara de videotelevisión y distinto instrumental que permiten llevar a cabo procedimientos quirúrgicos remedando las mismas técnicas que se efectúan convencionalmente por cirugía abierta. En la actualidad se trabaja con instrumental entre 2 y 12 mm de diámetro. Prácticamente todas las especialidades quirúrgicas han desarrollado y se benefician de técnicas mediante endocirugía.
- Datos: Q5832548